# نادي أجاكس طنجة
النادي الرياضي أجاكس طنجة أو أياكس طنجة هو نادي كرة قدم مغربي من مدينة طنجة. يستمد النادي اسمه وألوان أقمصته من النادي الهولندي العملاق أياكس أمستردام.